# Инспектор Инч Хай
„Инспектор Инч Хай“ (на английски: Inch High, Private Eye) е анимационен сериал, създаден през 1973 г. и продуциран от Хана-Барбера.
Излъчването му започва на 8 септември 1973 г. и продължава до 31 август 1974 г. по NBC с продължителност 13 епизода.

## Сюжет
Главният герой е миниатюрен детектив (буквално висок 1 инч). Инч често ползва помощта на своята племенница Лори, нейният мускулест приятел Гейтър, и тяхното куче Брейвхарт (Смело сърце) за разкриване на мистериите. Техният основен начин на придвижване е Хъшмобила, аеродинамична кола, която на практика не издава шум докато я карат, което я прави удобна за незабелязано преследване на престъпници. Малкият Инч работи за детективска агенция Финкертон (игра на думи с детективска агенция Пинкертон), където неговия шеф (г-н Финкертон) постоянно мечтае за деня, в който ще го уволни.

## Актьорски състав
- Лени Уайнриб – Инч Хай
- Кати Гори – Лори
- Боб Лътрел – Гейтър
- Джон Стивънсън – Г-н Финкертън, Брейвхарт (смело сърце), допълнителни гласове
- Джийн Вандър Пил – Г-жа Финкертън

### Допълнителни гласове
- Дон Месик
- Джанет Уолдо
- Алън Опенхаймър
- Джейми Фар
- Тед Найт
- Вик Перин

## Епизоди
1. Diamonds Are A Crook's Best Friend (излъчен на 9/8/1973)
2. You Oughta Be In Pictures (излъчен на 9/15/1973)
3. The Smugglers (излъчен на 9/22/1973)
4. Counterfeit Story (излъчен на 9/29/1973)
5. The Mummy's Curse (излъчен на 10/6/1973)
6. The Doll Maker (излъчен на 10/13/1973)
7. Music Maestro (излъчен на 10/20/1973)
8. Dude City (излъчен на 10/27/1973)
9. High Fashion (излъчен на 11/3/1973)
10. The Cat Burglars (излъчен на 11/10/1973)
11. The World's Greatest Animals (излъчен на 11/17/1973)
12. Super Flea (излъчен на 11/24/1973)
13. The Return Of Spumoni (излъчен на 12/1/1973)

## „Инспектор Инч Хай“ в България
В България сериалът се излъчва в началото на 80-те години на 20 век по Първа програма в рамките на предаването „Всяка неделя“, преведен като „Инч Хай, Частен детектив“. В дублажа участват Венета Зюмбюлева и Петър Вучков.
През 2015 г. се излъчва по Super 7. Ролите се озвучават от Ева Демирева (Лори), Десислава Знаменова, Николай Пърлев (Г-н Финкертон), Явор Караиванов (Гейтър) и Симеон Владов (Инч Хай).